# Prathersville (comté de Clay, Missouri)
Prathersville est un village du comté de Clay, dans le Missouri, aux États-Unis,. Situé à l'est du comté, il est fondé en 1876 et incorporé en 1957.

## Démographie
Lors du recensement de 2010, le village comptait une population de 124 habitants. Elle est estimée, en 2016, à 128 habitants.

## Source de la traduction
- (en) Cet article est partiellement ou en totalité issu de l’article de Wikipédia en anglais intitulé « Prathersville, Missouri » (voir la liste des auteurs).